# Clinocardium californiense
Clinocardium californiense är en musselart som först beskrevs av Gérard Paul Deshayes 1839.  Clinocardium californiense ingår i släktet Clinocardium och familjen hjärtmusslor. Inga underarter finns listade i Catalogue of Life.